# Mancomunidad Alto Águeda
La mancomunidad Alto Águeda es una agrupación administrativa de municipios en la provincia de Salamanca, Castilla y León, España. 

## Municipios
- Agallas (Anejo: Vegas de Domingo Rey)
- La Alamedilla
- La Alberguería de Argañán
- El Bodón (Anejos: Aldealba de Hortaces, Collado de Malvarín, Melimbrazos, Pascualarina, Tejadillo y Valquemada)
- Campillo de Azaba
- Casillas de Flores
- La Encina (Anejos: Cabezal Viejo, Robliza y Valdespino)
- Fuenteguinaldo (Anejo: Aldeanueva del Arenal)
- Herguijuela de Ciudad Rodrigo (Anejo: Cespedosa de Agadones)
- Ituero de Azaba (Anejo: Dueña de Abajo)
- Martiago
- Navasfrías
- Pastores (Anejo: Cuadrados)
- El Payo (Anejo: Villar de Flores)
- Peñaparda (Anejo: Perosín)
- Puebla de Azaba (Anejo: Castillejo de Azaba)
- Robleda
- El Sahugo (Anejo: Posadillas)
- Villasrubias

## Competencias
Sus competencias son:
Recogida domiciliaria de basuras y tratamiento de residuos sólidos. Prestación de servicios de acción social. Extinción de incendios. Oficina de gestión urbanística. Recogida de animales muertos. Servicios culturales y deportivos. Promoción turística y desarrollo económico. Infraestructura y telecomunicaciones. Fomento de empleo.